# 비례대표제

대한민국의 국회의원 총선거 :
비례대표(전국구)국회의원 선출 투표용지

비례대표제(比例代表制, 영어: proportional representation, PR)는 정당의 득표율에 비례해 당선자 수를 결정하는 선거 제도로, 각 정당을 지지하는 유권자의 비율을 의회 구성에 반영하기 위해 생겨난 제도이다. 즉 한 정당이 투표에서 유권자로부터 n%의 득표를 받았다면, 의회 전체 의석에서 약 n%의 비율만큼 해당 정당이 의석을 가져가는 방식이다. 비례대표제는 과다득표자나 최다득표자 뿐만 아니라 모든 투표 결과를 의석수에 반영하기 위한 선거 제도이다.

## 역사
비례대표제는 19세기 후반 벨기에의 법학자 빅토르 동트(네덜란드어: Victor d'Hondt)가 고안하였다. 같은 시기 프랑스의 공상적 사회주의자 빅토르프로스페르 콩시데랑(프랑스어: Victor-Prosper Considérant)도 자신의 1892년 저서에서 이 제도에 대해 언급하였다. 1890년 스위스의 티치노주에 최초로 비례대표제가 채택된 이후 몇 개의 주에서도 이 제도를 시행하였다. 국가 단위의 선거로는 벨기에에서 처음으로 1900년 정당명부제가 채택되었고 제1차 세계대전을 전후한 시기에 여러 유럽 국가에서도 시행하였다. 단기 이양식 투표는 1857년 덴마크에서 처음으로 채택되어 최초로 실시된 비례대표제식의 투표 방식으로 기록되어 있지만 정작 덴마크에서는 후에 단기 이양식 투표가 보급되지는 않았다. 후에 단기 이양식은 영국에서 완전히 새로운 방식으로 재고안되었지만 영국 의회에서 채택되지 않았으며, 대신 오스트레일리아의 태즈메이니아주에서 1907년 채택되었고, 아일랜드에서도 1919년부터 사용하고 있다.
현재 비례대표제는 전 세계적으로 소선거구제보다 더 폭넓게 채택되어 있으며, 특히 유럽 연합의 유럽 의회 의원은 전원이 이 방식으로 선출된다.

## 역할과 종류

### 역할
비례대표제는 다수대표제와 소수대표제가 발생시키는 여러 문제를 보완하는 기능을 한다. 다수대표제(소선거구제)의 경우에는 제도에 대한 이해와 운영이 손쉽고 선거비용이 적게 드는 장점이 있으나, 선거구 별로 당선자에 투표하지 않은 사표가 대량으로 발생하고 2014년에 실시된 제47회 일본 중의원 의원 총선거에서처럼 40% 정도의 지지율을 갖는 제1당이 지역구의 75.6%를 차지하는 의석의 쏠림 현상이 나타나는 문제를 야기하였다. 반면, 득표 2위 등 소수파의 의석을 보장하기 위해 한 선거구에서 2명 ~ 10여 명을 선출하는 소수대표제(대선거구제)는 인위적, 작위적 방법에 의존하는 문제점을 가진다.
비례대표제는 이러한 문제를 보완하기 위해 생겨난 제도로, 소선거구제나 대선거구제에 의해 왜곡된 정당의 의석을 정당의 득표율에 따라 보정하는 것을 그 내용으로 하고 있다. 유권자의 의사가 정당의 의석수에 반영되는 비례대표제는 사표 발생을 줄이고 소수파의 의석을 보장해, 거대 정당의 독점적 의회 지배를 막고 의회 구성을 다당제로 유도한다. 그러나, 이 제도는 적은 득표율로도 의석을 확보할 수 있어서 선거용으로 급조한 신생 정당이나 군소 정당이 난립하여 정국을 혼란시키는 문제를 내포하고 있다. 이 때문에 비례대표제를 채택할 경우에는 군소 정당의 난립을 방지하기 위해 득표율이 일정 비율에 미치지 않는 정당(대한민국은 득표율 3% 미만인 정당)은 비례대표 의석 배분에서 배제하는 봉쇄 조항을 두는 것이 일반적이다.

### 종류
비례대표제는 수백 가지의 형식을 가지고 있는데, 이들 중 대표적인 것들은 정당 명부식 방법과 단기 이양식 방법이다. 정당 명부식 방법은 다시 구속 명부식(혹은 폐쇄형)과 비구속 명부식(혹은 개방형)으로 나뉜다. 구속 명부식의 경우에는 유권자가 각 정당에 대해서만 유권자가 선호표시를 할 수 있을 뿐, 각 정당이 제시한 명부에 기재된 후보의 선호도까지 표시할 수 없다. 그렇기에 후보자 명부에 정당 간부가 영향력을 끼치게 됨으로 인한 폐해가 발생하기도 한다. 반면에, 비구속 명부식의 경우에는 각 정당에 대한 선호표시 뿐만 아니라 유권자가 개개 후보에 대한 선호표시를 하는 것도 가능하다. 그리고 이들 사이에는 이들보다 구속 정도가 중간에 해당하는 방식도 있다. 한편, 단기 이양식 방법은 유권자들이 정당별 후보자의 이름이 모두 기재된 투표 용지에 선호 순위를 기입하는 방식으로 투표가 이루어진다. 그 뒤 총 투표수와 의석 총수를 기초로 당선 최저선이 결정되고, 이 당선 최소 득표수를 획득한 후보자부터 당선자를 결정한다. 그리고 이 최소 득표수를 초과하여 득표된 표들은 투표 용지에 기재된 순위에 따라서 다른 후보자에게 이양된다.
이 제도는 주로 영국과 그 식민지에서 채용되었기 때문에 영국식 비례대표제라고도 한다.
비례대표제의 변형으로 단기 비이양식 선거제도와 누적투표제가 있다. 그러나 이것은 엄밀히 말해 비례대표제라고 보기는 어렵다. 이들은 소수대표제로서 이론상으로는 여러 정당이 의석을 얻게 되나, 실제로는 그렇지 않은 경우가 많다.

## 시행 방법

### 명부식 비례대표제
정당이 득표율을 얻는 가장 단순한 방법은 정당을 입후보시켜 투표자에게 정당을 투표하도록 하는 것이다. 그러나 대체로 의회제도에서 정당 명의의 의석 소유와 한 개인이 복수의 의석을 차지하는 일은 허용되지 않기 때문에 각 정당은 입후보자의 이름을 적어놓은 ‘후보자 명부’를 사전에 제출하며 이것을 〈명부식 비례대표제〉라고 한다.
한 개인이 입후보 하는 경우, 입후보자수 한 명의 후보자 명부를 제출하는 정당으로서 신청할 수 있다.

#### 당선 순위의 결정 방법

##### 자유명부식 명부제
자유명부식(Free-list)은 입후보자 명부에 후보자 순위를 아예 기입하지 않고 후보자의 득표수에 의해서 명부 순위를 결정하는 제도이다.
정당표와 입후보자표를 합산하는 경우에는 유권자는 정당 이름이나 후보자 이름 어느 쪽이라도 찍을 수 있으며 정당 이름 투표수와 각 정당명부의 등록된 후보자 이름 투표수의 합계를 바탕으로 각 정당의 의석수에 비례하여 나눈다. 각 정당에서 개인 이름의 투표수가 많은 순서부터 당선자로 하는 제도이다. 2001년 일본 참의원 선거에서 처음으로 채택되었다.
정당표와 입후보자표 분리하는 경우에는 유권자는 정당과 입후보자를 따로 투표한다. 정당의 득표수에서 정당의 획득 의석을 결정한 다음 정당 내의 입후보자 득표에 의해 당선자를 결정한다.
자유 명부식 비례대표제(Free-list Proportional Representation)는 개방 명부식 비례대표제(Open-List Proportional Representation)와 많은 면에서 비슷하다. 그러나 개방 명부식 비례대표제가 1개 명부에서 1명의 후보자에게 1표를 행사하는 것과는 달리, 유권자가 의석수 만큼 표를 행사할 수 있다. 유권자는 표를 다른 명부에 있는 다른 후보자에게도 행사할 수 있다. 유권자는 1명의 후보자에게 표를 몰아서 행사할 수 있는데, 누적 투표제와 비슷한 형태이다. 유권자에게 후보자가 당선되는데에 큰 권한을 주는 형태의 선거제도이다.

##### 단순구속식 명부제
단순구속식 명부제는 명부의 구속을 어느 정도 완화시킨 것으로서 선거인은 후보자명부에 기재된 후보자들 중에서 선택하여야 하나 순위선택은 선거인의 임의에 맡겨지는 제도이다. 현재 독일, 베네룩스, 북유럽 등 비례 대표제를 도입하고 있는 거의 모든 선진국에서 사용되고 있다.

###### 단기비이양식
단기비이양식(single non-transferable voting system: SNTV)은 하나의 정당명부 내의 한 후보자만 지명할 수 있는 선거 제도이다. 각 정당의 의석수는 득표수에 따라 비례적으로 배분되며 각 정당이 가지고 있는 정당명부의 후보자 등재순위에 상관없이, 당선자는 지명투표의 최다득표자순으로 결정한다. 이 제도는 과거 일본에서 사용되었으며 현재는 중화민국이 세계에서 유일하게 이 방식을 사용한다.

###### 단기이양식
의석 배분이나 투표 방법은 단기비이양식과 같으나, 당선인 결정은 당선기수 이상을 얻은 후보자만 당선되며 그 이하를 받은 잉여표는 정당으로 이양되며 각 정당 명부에 따라 당선자가 결정된다고 한다.

###### 연기제
연기제는 선거구에서 선출될 의원정수 만큼이나 이하의 후보자에 대해서 연기 투표를 할 수 있는 제도이다. 스위스의 소수 주와 스웨덴, 덴마크의 하원의원 선거 등에 사용되고 있다.

##### 엄정구속식 명부제
엄정구속식 명부제는 정당대표주의를 철저하게 표방하는 제도로 선거인은 한 정당의 후보자명부에만 투표하여야 하며, 그 명부내의 후보자의 순위 상위부터 차례대로 당선되며 그 구속성은 100%이다. 과거 바이마르 공화국에서 사용되었지만 너무 경직적이기 때문에 대부분의 선진국에서는 사용되지 않고 있다. 정당에 의하여 후보자추천 및 당선순위가 결정되므로 정당의 부패 및 파벌조장 등 정당관료제의 폐습이 초래 되어 독재국가에서 민주제 국가로 이행 단계에서 자주 사용되고 있다. 현재는 대한민국 등이 이 제도를 채택하고 있다.

#### 의석 배분 결정방법

##### 최대잉여법
최대잉여법(Largest remainder method)은 정당의 득표 비율에 전체 의석수를 곱하여 산출된 자연수를 정당의 의석으로 배분하고, 잔여 의석은 소수점 아래가 큰 순으로 배분하는 방식으로, 대한민국(공직선거법 제189조제3항), 독일, 스위스 등 비례대표제를 채택한 다수 국가에서 쓰는 계산법이다. 헤어(Hare)식, 헤어-니마이어(Hare-Niemeyer)식 또는 '산술비례제'라고도 한다.
의석수가 8석일 때, A당의 득표수가 27만 표, B당이 18만 표, C당이 9만 표, D당이 6만 표이면 다음과 같다.
|                                   | A당      | B당      | C당      | D당      |
| 득표수                            | 27만     | 18만     | 9만      | 6만      |
| 득표비율                          | 0.45     | 0.3      | 0.15     | 0.1      |
| 득표비율 × 의석수                 | 3.6      | 2.4      | 1.2      | 0.8      |
| 잔여 의석 추가 (소수점 아래 순위) | +1 (2위) | +0 (3위) | +0 (4위) | +1 (1위) |
| 의석 배분                         | 4석      | 2석      | 1석      | 1석      |

드룹식
드룹(Droop)식은 총 유효투표수를 전체 의석수에 1을 더한 수(의석수 +1)로 나누어 얻은 쿼터(quota, 당선 최소득표수)에 따라 의석수를 정하고, 잔여 의석은 쿼터를 채우지 못한 득표수가 많은 순으로 배분하는 방식이다.
헤어식은 잔여의석이 소수점 아래가 큰 순으로 배분되므로 득표 비율이 0.5석이나 그에 미치지 못하는 극소 정당도 1석의 의석을 배분 받을 가능성이 있고, 전체 의석이 1석 증가할 때 정당의 득표 비율에 따라 소수점 아래의 크기가 역전되어 과소 정당의 의석이 오히려 1석 줄어드는 《앨라배마 역설》(Alabama Paradox)이 발생할 가능성도 있다. 드룹식은 이러한 헤어식의 결점을 보완한 가장 실용적 방법이다.
의석수가 8석일 때, A당의 득표수가 27만 표, B당이 18만 표, C당이 9만 표, D당이 6만 표이면 쿼터(당선 최소득표수)는 60만/(8+1) = 66,666.6…로 6만6667 표이다.
|                                   | A당      | B당      | C당      | D당      |
| 득표수                            | 27만     | 18만     | 9만      | 6만      |
| 의석수 = 득표수 ÷ 쿼터            | 4        | 2        | 1        | 0        |
| 잔여득표수=득표수-(쿼터×의석수)   | 3332     | 4만6666  | 2만3333  | 6만0000  |
| 잔여 의석 추가 (잔여 득표수 순위) | +0 (4위) | +0 (2위) | +0 (3위) | +1 (1위) |
| 의석 배분                         | 4석      | 2석      | 1석      | 1석      |

##### 최고평균법
동트식은 벨기에의 빅토르 동트가 19세기 말 제시한 방법으로, '분모수열법'이라고도 불린다. 동트식의 계산을 간소화시킨 의석배분법으로는 하겐 바흐 비숍(Hagenbach-Bischoff)식과 제퍼슨식이 있다. 동트식은 각 정당의 득표수를 1, 2, 3… 순의 자연수로 나누어 몫이 큰 순서대로 의석을 배분하는 방식이며, 일본에서 쓰인다.
생라그식(Sainte-Laguë method)은 1, 3, 5… 순의 홀수로 나누어 몫이 큰 순서대로 의석을 배분하고, 수정 생라그식은 생라그식의 1 대신 1.4, 3, 5…의 순으로 나누어 그 몫에 따라 배분하는 방식으로 북유럽 국가들에서 쓰인다. 동트식은 헤어/니마이어에 비해 다수 득표 정당에 1석 정도 유리한 의석 배분 방식이고, 생라그식은 동트식보다 소수 득표 정당에 1석 정도 유리한 방식이다.
동트식
의석수가 8석일 때, A당의 득표수가 27만 표, B당이 18만 표, C당이 9만 표, D당이 6만 표이면 다음과 같다.
|           | A당      | B당     | C당     | D당     |
| ÷1        | 27만     | 18만    | 9만     | 6만     |
| ÷2        | 13만5000 | 9만0000 | 4만5000 | 3만0000 |
| ÷3        | 9만      | 6만     | 3만     |         |
| ÷4        | 6만7500  |         |         |         |
| ÷5        | 5만4000  |         |         |         |
| 의석 배분 | 4석      | 3석     | 1석     | 1석     |

일본에서는 의석수가 8석일 때 위와 같이 8번째로 큰 숫자(6만 표)가 B당과 D당이 동일할 때 둘 중 어느 당이 그 한 석을 배분받을 지는 추첨을 통해 결정한다.(일본 공직선거법 제95조의2, 제95조의3)
생라그식, 수정 생라그식
의석수가 8석일 때, A당의 득표수가 27만 표, B당이 18만 표, C당이 9만 표, D당이 6만 표이면 다음과 같다.
|           | A당      | B당      | C당     | D당     | 비고            |
| ÷1        | 27만     | 18만     | 9만     | 6만     | C당·D당 - 1번째 |
| ÷1.4      | 19만2857 | 12만8571 | 6만4286 | 4만2857 | 수정 생라그식   |
| ÷3        | 9만      | 6만      | 3만     | 2만     | B당 - 2번째     |
| ÷5        | 5만4000  | 3만6000  |         |         |                 |
| ÷7        | 3만8571  |          |         |         | A당 - 4번째     |
| ÷9        | 3만      |          |         |         |                 |
| 의석 배분 | 4석      | 2석      | 1석     | 1석     |                 |

##### 쿼터식
하나의 의석이 결정될 때마다 마치 그 후보자가 의석 정수를 채우는 마지막 당선자인 것처럼 취급하여 '총 유효 투표수/(배분된 의석수+1)'을 쿼터로 계산하는 방식이다. 동트식이나 생라그식의 단점을 피하기 위한 의석 배분 방법이라고 설명되나, 계산이 인위적이고 복잡하며 생라그식과 결과가 거의 같다.
예1
의석수가 8석일 때, A당의 득표수가 27만 표, B당이 18만 표, C당이 9만 표, D당이 6만 표이면 다음과 같다.
|                                                 | A당     | B당      | C당     | D당      |
| 득표수                                          | 27만    | 18만     | 9만     | 6만      |
| 1번째 의석 배분                                 | 1       | 0        | 0       | 0        |
| 득표수-쿼터{=60만/(1+1)}×자기당에 배분된 의석수 | -3만    | 18만     | 9만     | 6만      |
| 2번째 의석 배분                                 | 1       | 1        | 0       | 0        |
| 득표수-쿼터{=60만/(2+1)}×자기당에 배분된 의석수 | 7만     | -2만0000 | 9만     | 6만      |
| 3번째 의석 배분                                 | 1       | 1        | 1       | 0        |
| 득표수-쿼터{=60만/(3+1)}×자기당에 배분된 의석수 | 12만    | 3만      | -6만    | 6만      |
| 4번째 의석 배분                                 | 2       | 1        | 1       | 0        |
| 득표수-쿼터{=60만/(4+1)}×자기당에 배분된 의석수 | 3만     | 6만      | -3만    | 6만      |
| 5·6번째 의석 배분                               | 2       | 2        | 1       | 1        |
| 득표수-쿼터{=60만/(6+1)}×자기당에 배분된 의석수 | 9만8571 | 8571     | 4285    | -2만5714 |
| 7번째 의석 배분                                 | 3       | 2        | 1       | 1        |
| 득표수-쿼터{=60만/(7+1)}×자기당에 배분된 의석수 | 4만5000 | 3만      | 1만5000 | -1만5000 |
| 8번째 의석 배분                                 | 4       | 2        | 1       | 1        |

예2
쿼터식은 '득표수-{총 유효 투표수/(배분된 의석수+1)}×자기당에 배분된 의석수'로 계산하므로, 분모인 '배분된 의석수+1'을 곱해서 '득표수×(배분된 의석수+1)-총 유효 투표수×자기당에 배분된 의석수'로도 계산할 수 있다.
|                                          | A당  | B당  | C당   | D당   |
| 득표수                                   | 27만 | 18만 | 9만   | 6만   |
| 1번째 의석 배분                          | 1    | 0    | 0     | 0     |
| 득표수×(1+1)-60만×자기당에 배분된 의석수 | -6만 | 36만 | 18만  | 12만  |
| 2번째 의석 배분                          | 1    | 1    | 0     | 0     |
| 득표수×(2+1)-60만×자기당에 배분된 의석수 | 21만 | -6만 | 27만  | 18만  |
| 3번째 의석 배분                          | 1    | 1    | 1     | 0     |
| 득표수×(3+1)-60만×자기당에 배분된 의석수 | 48만 | 12만 | -24만 | 24만  |
| 4번째 의석 배분                          | 2    | 1    | 1     | 0     |
| 득표수×(4+1)-60만×자기당에 배분된 의석수 | 15만 | 30만 | -15만 | 30만  |
| 5·6번째 의석 배분                        | 2    | 2    | 1     | 1     |
| 득표수×(6+1)-60만×자기당에 배분된 의석수 | 69만 | 6만  | 3만   | -18만 |
| 7번째 의석 배분                          | 3    | 2    | 1     | 1     |
| 득표수×(7+1)-60만×자기당에 배분된 의석수 | 36만 | 24만 | 12만  | -12만 |
| 8번째 의석 배분                          | 4    | 2    | 1     | 1     |

### 무명부식 비례대표제
정당 득표율에 비례 의석 배분을 실현하는 다른 방법은 정책이나 주장이 비슷한 투표자들을 모아서 득표율이 같은 정당을 의석 수 만큼 만드는 것이다. 개표 할 때에 정당이 만들어지기 때문에 이 방법은 개인이 후보가 되어 개인에게 투표하는 방식이다. 이를 무명부식 비례대표제라고 한다. 당선 기수를 산출하며 이를 바탕으로 이양을 한다.
단순히 정당을 선택하는 비례대표제와 다른 개인 비례대표제라고 할 수 있는 선거제도이다. 정당의 후보자도 무소속의 후보자와 똑같이 후보자 명부에 일렬로 세운다. 개인 위주의 제도이므로 정당의 이합집산과 인물보다 당을 전면으로 내세우는 식의 구태정치를 피할 수 있다는 장점이 있다.

#### 당선기수 산출 방식
헤어식 당선기수는 유효 득표를 의원정수로 나누는 방식(유효 득표/의원정수)으로 당선에 필요한 충분조건일 뿐, 필요조건은 아니며, 반면에 드루프식 당선기수 헤어식의 과다한 사표를 보안한 방법으로 의원정수 1을 더하며 유효 득표를 나눈 이후 또 다시 1을 더해(유효 득표/(의원정수+1)+1) 당선에 필요한 득표수를 낮춘다. 보편적으로 드루프식 당선기수를 사용한다.

## 효과와 비판
다수 대표제나 소수 대표제의 사표 문제와 투표 가치의 등가성 문제를 보완해 각 정당의 득표율에 비례하는 대표자를 공평하게 선출할 수 있으며 이에 따른 소수 정당에 대한 대표성을 보장하고 사표를 방지할 수 있다. 2004년 대한민국 제17대 총선에서 당시 원외정당이었던 민주노동당이 국회에 진출한 것도 비례대표제의 영향이다. 그 이전에는 다수 대표제(소선거구제)만 채택했던 당시 제도를 소수 정당이 극복하기는 어려웠다.
그러나 선거 직전 정당을 급조하여 비례대표제를 악용할 우려가 있으며 이렇게 당선된 비례대표 당선자들의 자질문제와 비례대표 공천을 대가로 한 거액의 당비납부 등으로 인해 자칫 선거가 혼탁해질 우려가 있다. 실제로 친박연대에서는 양정례 의원에게 비례대표 1 번을 팔아 1년 6 개월 징역형을 받은 서청원 의원이 2014년 새누리당 친박/비박 가운데 친박으로 당대표를 노리고 있다.
한편 군소 정당의 난립으로 정국이 불안정해질 가능성도 존재한다. 비례대표가 가지고 있는 가장 큰 문제점인 매관매직을 보완하기 위해서는 비례대표제의 골격은 두고 비례대표 후보를 환경, 문화 등의 전문영역별로 모집하며 독일은 이러한 비리를 막기 위해 비례대표 공천 과정을 녹취록 등으로 기록해 후보명단 제출시 각국 선거관리 위원회에 함께 제출하도록 하는 등의 부수적인 노력이 필요하다는 주장이 있다.

## 세계 각국의 비례대표제
다음은 비례대표제를 채택하고 있는 국가들의 목록이다.
| 국가                  | 종류                           |
| --------------------- | ------------------------------ |
| 가이아나              | 정당 명부식                    |
| 그리스                | 정당 명부식                    |
| 기니비사우            | 정당 명부식                    |
| 나미비아              | 정당 명부식                    |
| 남아프리카 공화국     | 정당 명부식                    |
| 네덜란드              | 정당 명부식                    |
| 노르웨이              | 정당 명부식                    |
| 누벨칼레도니          | 정당 명부식                    |
| 뉴질랜드              | 혼합형 비례대표제              |
| 니카라과              | 정당 명부식                    |
| 대만                  | 정당 명부식 (병립식)           |
| 대한민국              | 혼합형 비례대표제 (50% 연동)   |
| 덴마크                | 정당 명부식                    |
| 도미니카 공화국       | 정당 명부식                    |
| 독일                  | 혼합형 비례대표제              |
| 라이베리아            | 정당 명부식                    |
| 라트비아              | 정당 명부식                    |
| 러시아 (하원)         | 정당 명부식                    |
| 레소토                | 혼합형 비례대표제              |
| 루마니아              | 정당 명부식                    |
| 룩셈부르크            | 정당 명부식                    |
| 리히텐슈타인          | 정당 명부식                    |
| 멕시코                | 혼합형 비례대표제              |
| 몰도바                | 정당 명부식                    |
| 몰타                  | 선호 투표제 (단기 이양식 투표) |
| 베네수엘라            | 혼합형 비례대표제              |
| 벨기에                | 정당 명부식                    |
| 볼리비아              | 혼합형 비례대표제              |
| 부룬디                | 정당 명부식                    |
| 부르키나파소          | 정당 명부식                    |
| 북키프로스            | 정당 명부식                    |
| 불가리아              | 정당 명부식                    |
| 브라질                | 정당 명부식                    |
| 산마리노              | 정당 명부식                    |
| 상투메 프린시페       | 정당 명부식                    |
| 수리남                | 정당 명부식                    |
| 스웨덴                | 정당 명부식                    |
| 스위스                | 정당 명부식                    |
| 스코틀랜드            | 혼합형 비례대표제              |
| 스페인                | 정당 명부식                    |
| 슬로바키아            | 정당 명부식                    |
| 슬로베니아            | 정당 명부식                    |
| 아르헨티나            | 정당 명부식                    |
| 아이슬란드            | 정당 명부식                    |
| 아일랜드              | 선호 투표제 (단기 이양식 투표) |
| 알제리                | 정당 명부식                    |
| 앙골라                | 정당 명부식                    |
| 에스토니아            | 정당 명부식                    |
| 오스트레일리아 (상원) | 선호 투표제 (단기 이양식 투표) |
| 오스트리아            | 정당 명부식                    |
| 왈리스 푸투나         | 정당 명부식                    |
| 우루과이              | 정당 명부식                    |
| 이스라엘              | 정당 명부식                    |
| 이탈리아              | 혼합형 비례대표제              |
| 일본                  | 정당 명부식 (병립식)           |
| 인도네시아            | 정당 명부식                    |
| 적도 기니             | 정당 명부식                    |
| 체코                  | 정당 명부식                    |
| 카보베르데            | 정당 명부식                    |
| 캄보디아              | 정당 명부식                    |
| 코스타리카            | 정당 명부식                    |
| 콜롬비아              | 정당 명부식                    |
| 크로아티아            | 정당 명부식                    |
| 키프로스              | 정당 명부식                    |
| 튀르키예              | 정당 명부식                    |
| 파라과이              | 정당 명부식                    |
| 페루                  | 정당 명부식                    |
| 포르투갈              | 정당 명부식                    |
| 폴란드                | 정당 명부식                    |
| 핀란드                | 정당 명부식                    |
| 헝가리                | 혼합형 비례대표제              |

## 같이 보기
- 평등선거의 원칙
- 선거제도
- 비례대표국회의원 의석승계 제한 사건